# Meioneta dactylata
Meioneta dactylata là một loài nhện trong họ Linyphiidae.
Loài này thuộc chi Meioneta. Meioneta dactylata được Ralph Vary Chamberlin & Wilton Ivie miêu tả năm 1944.